# Rupert Cawthorne
Rupert Cawthorne là một cầu thủ bóng đá người Anh thi đấu ở vị trí trung vệ. Ông thi đấu ở Football League cho Burnley.